# Прошарен мармот
Прошареният мармот (Marmota caligata) е вид бозайник от семейство Катерицови (Sciuridae).

## Разпространение и местообитание
Разпространен е в Канада и САЩ.